# 茶器
茶器（ちゃき）とは、広義には茶の湯において用いられる器全般を指すものであり、狭義には抹茶を入れる容器を指す。茶道具の一種である。
本項では、狭義の茶器について解説する、
茶器は抹茶をいれる容器であるが、とくに、濃茶を点てるときに用いる茶器を濃茶器と呼び、薄茶を点てる時に用いる茶器を薄茶器と呼んでいる。現在は、濃茶器には主に陶磁器製の茶入を用いることが多く、薄茶器には棗を用いることが多い。
なお、点茶に用いる茶道具全体を指して「茶器」と呼ぶこともあるが、一般には（狭義には）茶器とは抹茶をいれておく容器である上記の濃茶器と薄茶器のことを指す用語である。